# Reinaldo Francisco de Oliveira
Reinaldo Francisco de Oliveira (Natal, 11 de dezembro de 1953 – Parnamirim, 26 de setembro de 2024) foi um futebolista brasileiro que atuava como atacante.

## Carreira
Revelado nas categorias de base do Potiguar de Parnamirim, onde disputou o "Matutão", campeonato amador do estado, Reinaldo se transferiu ao juvenil do América de Natal em 1972, onde se profissionalizou no Campeonato Brasileiro de 1974 e foi bicampeão potiguar em 1974 e 1975.
Foi adquirido pelo rival ABC em 1976, sagrando-se campeão estadual novamente.
No mesmo ano, foi adquirido pelo Santos por 1,5 milhões de cruzeiros, uma quantia que representou à época a maior operação já realizada do futebol do Rio Grande do Norte. Em sua estreia pelo Peixe, em 22 de setembro de 1976, fraturou o tornozelo direito contra a Desportiva do Espirito Santo.
Em 27 de março de 1977, contra o XV de Piracicaba fora de casa, rompeu o tornozelo outra vez. Em setembro do mesmo ano, contra o Botafogo de Ribeirão Preto na Vila Belmiro, teve o rim rompido pelo goleiro Aguillera.
Pelo Santos, Reinaldo atuou no jogo de despedida do Rei Pelé, nos Estados Unidos, em 1º de outubro de 1977, marcando o gol do Peixe na derrota para o NY Cosmos por 2x1. Reinaldo jogou 54 partidas com a camisa do Peixe, entre 1976 e 1979 e marcou 14 gols.
Sem conseguir se firmar, foi emprestado ao Internacional, em 1978, onde nas duas primeiras partidas fratura o pé duas vezes.
Também foi emprestado ao Marília, em 1979, sendo vendido ao Náutico no final de 1979. Jogando pelo time pernambucano, no Campeonato Brasileiro de 1980, Reinaldo marcou dois gols num jogo contra o Flamengo, o que levou a sua contratação por parte do Rubro-Negro.
A estreia pelo Flamengo ocorreu no dia 14 de maio de 1981, no estádio Anita Rodrigues, em Minas Gerais, quando o Rubro-Negro venceu o Carlos Chagas por 2 a 0 pelo Torneio João Havelange naquela ocasião. Reinaldo fez parte do elenco do Flamengo que conquistou a Copa Libertadores e a Copa Intercontinental de 1981, sendo reserva de Nunes. ficou até o ano seguinte, tendo conquistou ainda o Carioca de 1981 e o Brasileirão de 1982. Em 43 partidas disputadas nas duas temporadas (81/82), Reinaldo marcou sete gols.
Saiu do Rubro-Negro em 1983, indo para o Vila Nova e logo em seguida retornou ao ABC, onde conquistou os títulos estaduais de 1983 e 1984 e encerrou a carreira em 1986.
Após aposentar, chegou a presidir o Potiguar Esporte Clube.

### Títulos
América de Natal
- Campeonato Potiguar: 1974, 1975[3]

ABC
- Campeonato Potiguar: 1976, 1983, 1984

Flamengo
- Taça Guanabara: 1981
- Campeonato Carioca: 1981
- Copa Libertadores: 1981
- Copa Intercontinental: 1981
- Campeonato Brasileiro: 1982[16]

## Morte
Reinaldo morreu de ataque cardíaco, em 26 de setembro de 2024, aos 70 anos.